# Pembroke Parish

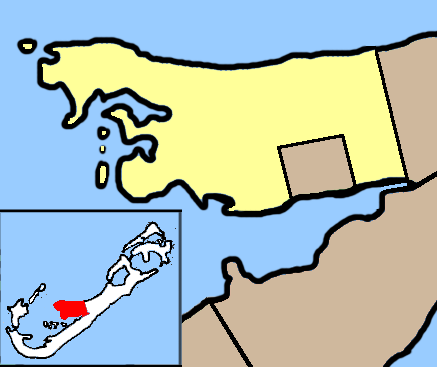
Lage des Pembroke Parish innerhalb der Bermudas

Pembroke Parish bezeichnet ein 4,7 km² großes Verwaltungsgebiet von Bermuda mit 10.306 Einwohnern (2016, Fläche und Einwohner der Stadt Hamilton nicht eingerechnet).
Der in deutschsprachigen Staaten mit einem Landkreis vergleichbare Parish liegt im Zentrum der bermudischen Hauptinsel Grand Bermuda und ragt westlich in den Großen Sund (Great Sound). Zum Verwaltungsbezirk zählen auch einige westlich und südlich vorgelagerte Inseln im Großen Sund. Pembroke Parish grenzt östlich an den Devonshire Parish. Hamilton, die Hauptstadt von Bermuda, liegt zwar im Gebiet, gehört aber als kreisfreie Gemeinde nicht zum Pembroke Parish.

## Geschichte
Pembroke Parish ist eine der neun ursprünglichen Parishes Bermudas, die früh in der kolonialen Geschichte der Insel eingerichtet wurden. Bermuda wurde 1609 von den Engländern besiedelt, als das Schiff Sea Venture auf dem Weg nach Virginia an den Riffen der Insel Schiffbruch erlitt. In der Folge wurde die Insel kolonialisiert und in Gemeinden unterteilt, die nach Investoren der Somers Isles Company benannt wurden. Pembroke Parish erhielt seinen Namen zu Ehren des englischen Aristokraten William Herbert, 3. Earl of Pembroke (1580–1630). Die Bedeutung der Gemeinde wuchs mit der Ernennung von Hamilton zur Hauptstadt im Jahr 1815.